# Serge Tcherepnin
Serge Alexandrovich Tcherepnin (en rus: Серге́й Александрович Черепнин) (Issy-les-Moulineaux, prop de París, 2 de febrer, 1941) és un compositor rus-nord-americà i constructor d'instruments electrònics d'origen rus-xinès. Tcherepnin és conegut per crear el sintetitzador modular Serge.

## Biografia
Serge Tcherepnin, és fill del compositor Alexander Tcherepnin i net del compositor Nikolai Txerepnín. La seva mare era la pianista xinesa Lee Hsien Ming. Una biografia en línia d'Alexander feta per Phillip Ramey, vicepresident de la Societat Tcherepnin, inclou una fotografia de la família i mostra a Serge de jove.
Serge va rebre la seva primera instrucció en harmonia amb Nadia Boulanger i va estudiar de 1958 a 1963 a la Universitat Harvard amb Leon Kirchner i Billy Jim Layton. Es va naturalitzar ciutadà nord-americà el 1960. El 1961 va estudiar als cursos de vacances de Darmstadt amb Luigi Nono. Després va estudiar a Europa amb Pierre Boulez, Herbert Eimert i Karlheinz Stockhausen. De 1968 a 1970 va participar en el Programa Intermedia de la Universitat de Nova York.
Com a instructor a "CalArts amb Morton Subotnick," Serge va estar exposat a alguns dels primers sintetitzadors modulars dissenyats per Don Buchla. Aquest entorn va portar a Serge a desenvolupar el seu propi sistema de sintetitzador modular homònim anomenat Serge Modular. L'electrònica va ser fabricada per la seva pròpia empresa Serge Modular Music Systems, que va ser fundada oficialment el 1974 i va ocupar diverses ubicacions a Califòrnia, inclosa Hollywood. Després de tancar l'empresa el 1986, va tornar a França.
A partir del 2018, Serge torna a estar involucrat en la síntesi modular, després d'haver estat nomenat "director d'innovació" de l'empresa alemanya de sintetitzadors "Random*Source," que s'ha centrat en gran manera a recrear el sistema modular Serge mitjançant tècniques de fabricació modernes.
El germà de Serge, Ivan Tcherepnin, també va ser un compositor conegut, i els fills d'Ivan Stefan (nascut el 1977) i Sergeï (nascut el 1981) també participen en la composició.

## Composicions
Una llista selectiva inclou:
- Inventions, per a piano (1960)
- String Trio (1960)
- String Quartet (1961)
- Kaddish (text per Allen Ginsberg), per a altaveu, flauta, oboè, clarinet, violí, piano, dos percussionistes (1962)
- Figures-Grounds, per 7–77 instruments (1964)
- Morning After Piece, per a saxo i piano (1966)
- Two Tapes (Giuseppe’s Background I–II), per a cinta de 4 pistes (1966)
- Two More Tapes (Addition and Subtraction), per a cinta de 2 pistes (1966)
- Quiet Day at Bach, per a instrument solista i cinta (1967)
- Piece of Wood, peça multimèdia per a intèrprets i actors (1967)
- Piece of Wood with Weeping Woman, peça multimèdia per a intèrprets, dones, traçadors i cinta (1967)
- Film, per a instruments dels germans Baschet, instruments tradicionals, màquines de cinta, amplificació de quatre canals, moduladors d'anell, teatre, escenari i llums (1967)
- For Ilona Kabos, per a piano (1968)
- Definitive Death Music, per a saxo amplificat i conjunt de cambra (1968)
- "Hat" for Joseph Beuys, per a actor i cinta (1968)
- Paysages électroniques, partitura de pel·lícula (1977)
- Samba in Aviary, partitura de pel·lícula (1978)